# IPod shuffle
iPod shuffle fue un reproductor de audio digital diseñado y comercializado por Apple Inc.. Fue anunciado en la Macworld Conference & Expo el 11 de enero de 2005 con el lema «Life is random», ‘La vida es aleatoria’. Al igual que el resto de la familia iPod, exceptuando al iPod classic, almacena los archivos en una memoria flash (iPod Classic lo hace en un disco duro). Además, se diferencia en que es el único modelo que no posee una pantalla. Pesa 12.5 gramos.

## Características generales
El iPod shuffle está diseñado para que se le pueda añadir fácilmente una selección de canciones y reproducirlas en un orden aleatorio. Cuenta con la opción «coger» en iTunes, que puede seleccionar canciones aleatoriamente desde la biblioteca musical del usuario (o de una lista de reproducción específica) y copiar tantas como quepan en la memoria del iPod.
No dispone de pantalla, ni rueda de scroll, ni juegos, ni libreta de direcciones, ni calendario, ni la función de notas de los primeros iPods, y tampoco puede usarse con iSync. Además, no puede reproducir archivos Apple Lossless ni AIFF (Aunque con una actualización de firmware podría llegar a reproducirlos), al contrario que otros modelos iPod. El iPod shuffle tiene una mejor calidad de sonido en los graves, comparado con sus parientes iPod más grandes, según un análisis.
iTunes ofrece nuevas funciones en su iPod shuffle. Una es la capacidad de reducir la tasa de bits de las canciones a AAC de 128 kbit/s. La conversión se realiza automáticamente, dejando intacto el archivo original en el ordenador, y enviando el archivo más pequeño (con un bit rate más bajo) al iPod shuffle. iTunes también permite ver y cambiar la lista de reproducción del iPod shuffle mientras el dispositivo no está conectado; la próxima vez que se conecte, podrá ser actualizado con la nueva lista de reproducción.

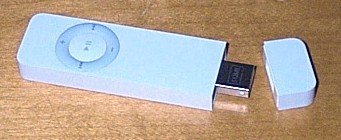
iPod shuffle de primera generación sin la capucha, mostrando el conector USB. El iPod shuffle lleva una segunda capucha con un cordón que el usuario puede llevar alrededor del cuello.

El frontal del iPod shuffle (Modelos de primera y segunda generación) tiene botones para reproducción/pausa, siguiente canción/avance rápido, canción anterior/retroceso rápido y ajuste de volumen (subida y bajada). En la parte trasera tiene una luz indicadora de nivel de batería (activada mediante un botón) y un interruptor de tres posiciones para apagar el dispositivo o seleccionar la reproducción de música en orden normal o aleatorio. Se conecta directamente a un puerto USB (tanto 1.1 como 2.0), a través del cual también recarga su batería, que tiene una autonomía de unas 12 horas. El cable USB se conecta a través de la entrada de auriculares. Los modelos de tercera generación solo poseen la pinza y el selector de modos (aleatorio, reproducción alternativa, y apagado), junto con la luz de estado, y el puerto de auriculares, que es donde se conecta también el cable USB, por lo que los botones se encuentran en los auriculares, los cuales son los botones de volumen y un botón central que al presionarlo una cantidad de veces ejecuta varias acciones. El dispositivo tiene una pinza incorporada que permite colocarlo, en la manga, en la chaqueta, o en el pantalón.
El iPod shuffle también puede utilizarse como memoria USB. iTunes permite al usuario establecer qué cantidad de espacio dedicar para almacenar archivos, y qué cantidad para almacenar música, también puede mediante el auricular indicar sonidos que permitan saber al usuario cuando ha cambiado de modo (aleatorio y rep. alternativa), o si se acabó la energía de la batería (tritono).

## Modelos
| Generación | Imagen | Capacidad | Colores                                                    | Colores                                                    | Colores                                                    | Conexión                      | Fecha real de salida     | Requerimientos mínimos                | Vida de la batería (horas) |
| ---------- | --- | --- | ---------------------------------------------------------- | ---------------------------------------------------------- | ---------------------------------------------------------- | ----------------------------- | ------------------------ | ------------------------------------- | -------------------------- |
| Primera    | first generation iPod Shuffle | 512 MB | Blanco                                                     | Blanco                                                     | Blanco                                                     | USB (no requiere adaptador)   | 11 de enero de 2005      | Mac: 10.2 Windows: 2000               | audio: 12                  |
| Primera    | first generation iPod Shuffle | 1 GB | Blanco                                                     | Blanco                                                     | Blanco                                                     | USB (no requiere adaptador)   | 11 de enero de 2005      | Mac: 10.2 Windows: 2000               | audio: 12                  |
| Primera    | first generation iPod Shuffle | Nuevo modelo de entrada. Utiliza tarjeta de memoria y no tiene pantalla. |                                                            |                                                            |                                                            |                               |                          |                                       |                            |
| Segunda    | segunda generación de iPod Shuffle | 1 GB | (original) Plateado Verde Azul Rosado Naranja              | (refresh 1) Plateado Menta Turquesa Rojo Lavanda           | (refresh 2) Plateado Verde Azul Rojo Rosado                | USB 2.0 (con puerto incluido) | 12 de septiembre de 2006 | Mac: 10.3 Windows: 2000               | audio: 12                  |
| Segunda    | segunda generación de iPod Shuffle | 2 GB | n/a                                                        | (refresh 1) Plateado Menta Turquesa Rojo Lavanda           | (refresh 2) Plateado Verde Azul Rojo Rosado                | USB 2.0 (con puerto incluido) | 26 de febrero de 2008    | Mac: 10.3 Windows: 2000               | audio: 12                  |
| Segunda    | segunda generación de iPod Shuffle | Diseño con pequeño clip incluido y protección de aluminio; 4 colores añadidos recientemente (30 de enero 2007); el verde y el azul se cambiaron por tonos más claros; el rosa y el naranja se reemplazaron el 5 de septiembre 2007. El modelo de 2 GB fue introducido el 19 de febrero de 2008. Finalmente, los colores azul y verde se reemplazaron por tonos más brillantes, y el rosado desplazó al morado el 9 de septiembre de 2008. |                                                            |                                                            |                                                            |                               |                          |                                       |                            |
| Tercera    | 3.ª generación iPod Shuffle | 2 y 4 GB | Plateado Negro Azul Verde Rosa Aluminio (edición especial) | Plateado Negro Azul Verde Rosa Aluminio (edición especial) | Plateado Negro Azul Verde Rosa Aluminio (edición especial) | USB 2.0                       | 11 de marzo de 2009      | Mac: 10.4.11 Windows: XP              | audio: 10                  |
| Tercera    | 3.ª generación iPod Shuffle | Cuerpo de aluminio y menor tamaño. Clip integrado. Este iPod no tiene botones (los tiene en los auriculares), y es el primer iPod que integra un sistema de voz llamado VoiceOver. Inicialmente, estaba disponible en blanco y negro. El 9 de septiembre de 2009 se incluyeron los colores azul, verde, rosa y acero, este último sólo disponible en la Apple Store como edición especial en acero inoxidable.                            |                                                            |                                                            |                                                            |                               |                          |                                       |                            |
| Cuarta     | | 2 GB | Negro Plateado Azul Verde Amarillo Rosa Rojo               | Negro Plateado Azul Verde Amarillo Rosa Rojo               | Negro Plateado Azul Verde Amarillo Rosa Rojo               | USB 2.0                       | 1 de septiembre de 2010  | Mac: 10.5.8 Windows: XP, Vista, 7 y 8 | audio: 15                  |
| Cuarta     | Rediseño que retoma los botones de la 2.ª generación y el interruptor de encendido/shuffle de la 1.ª generación, con la adición de un botón para VoiceOver. | |                                                            |                                                            |                                                            |                               |                          |                                       |                            |
| Quinta     | | 2 GB | Negro Plateado Azul Rosa Dorado                            | Negro Plateado Azul Rosa Dorado                            | Negro Plateado Azul Rosa Dorado                            | USB 2.0                       | 15 de julio de 2015      | Mac: 10.5.8 Windows: XP, Vista, 7 y 8 | audio: 15                  |
| Quinta     | Igual a su anterior generación, solamente que están disponibles otros colores.                                                                              | |                                                            |                                                            |                                                            |                               |                          |                                       |                            |

## Accesorios
Tanto Apple como otros fabricantes ofrecen una gran variedad de accesorios para el iPod shuffle. Apple ofrece productos como brazaletes y cinturones, una carcasa deportiva que protege al iPod shuffle de los elementos y un dock que permite una conexión más fácil con el ordenador, similar a las unidades de dock para el iPod normal y el mini. Otros fabricantes ofrecen productos como fundas protectoras decorativas, ganchos para el cinturón, alimentadores de corriente continua y alterna y transmisores FM.

## «Mascar y comer»

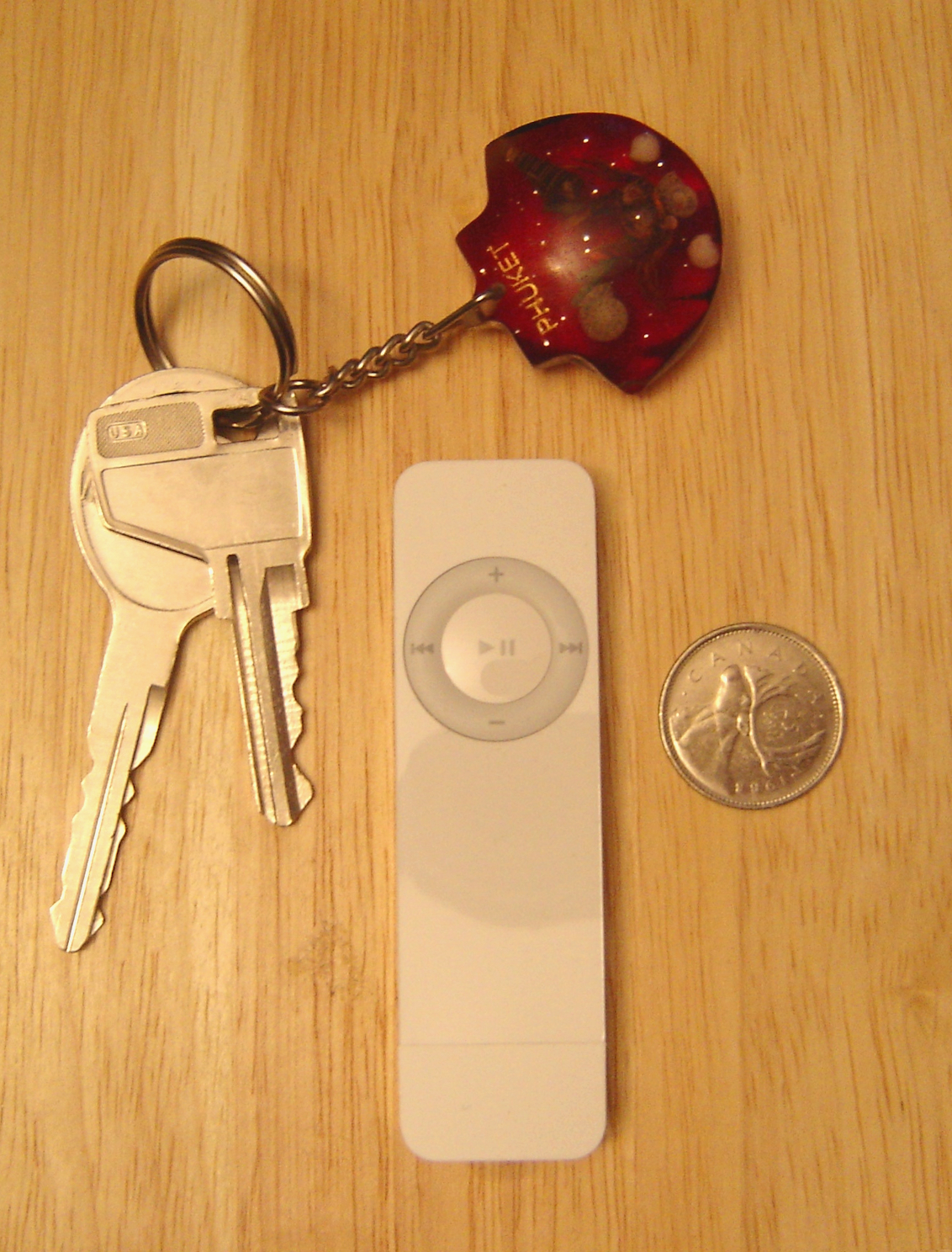
Tamaño del iPod shuffle.

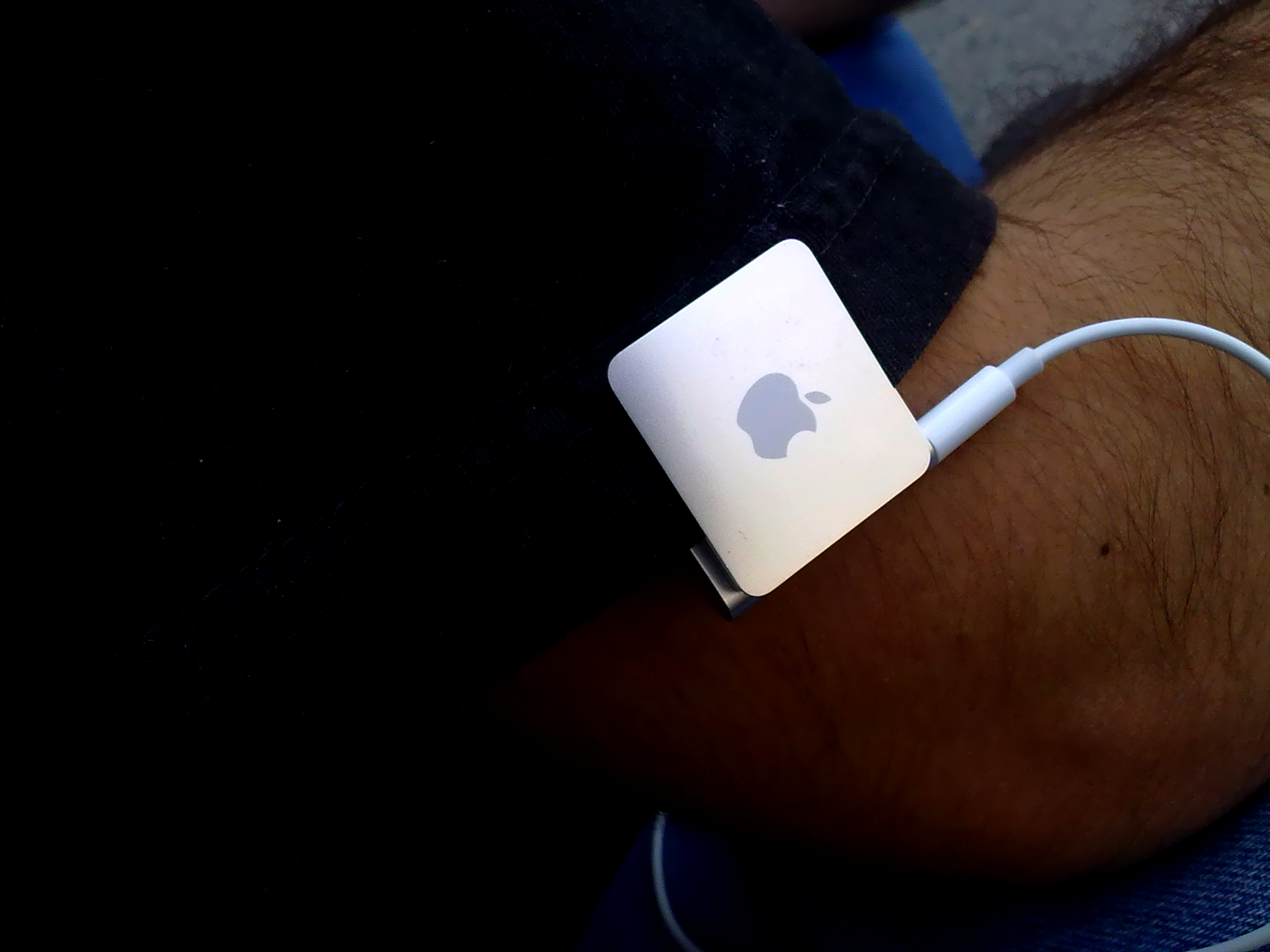
iPod Shuffle en brazo

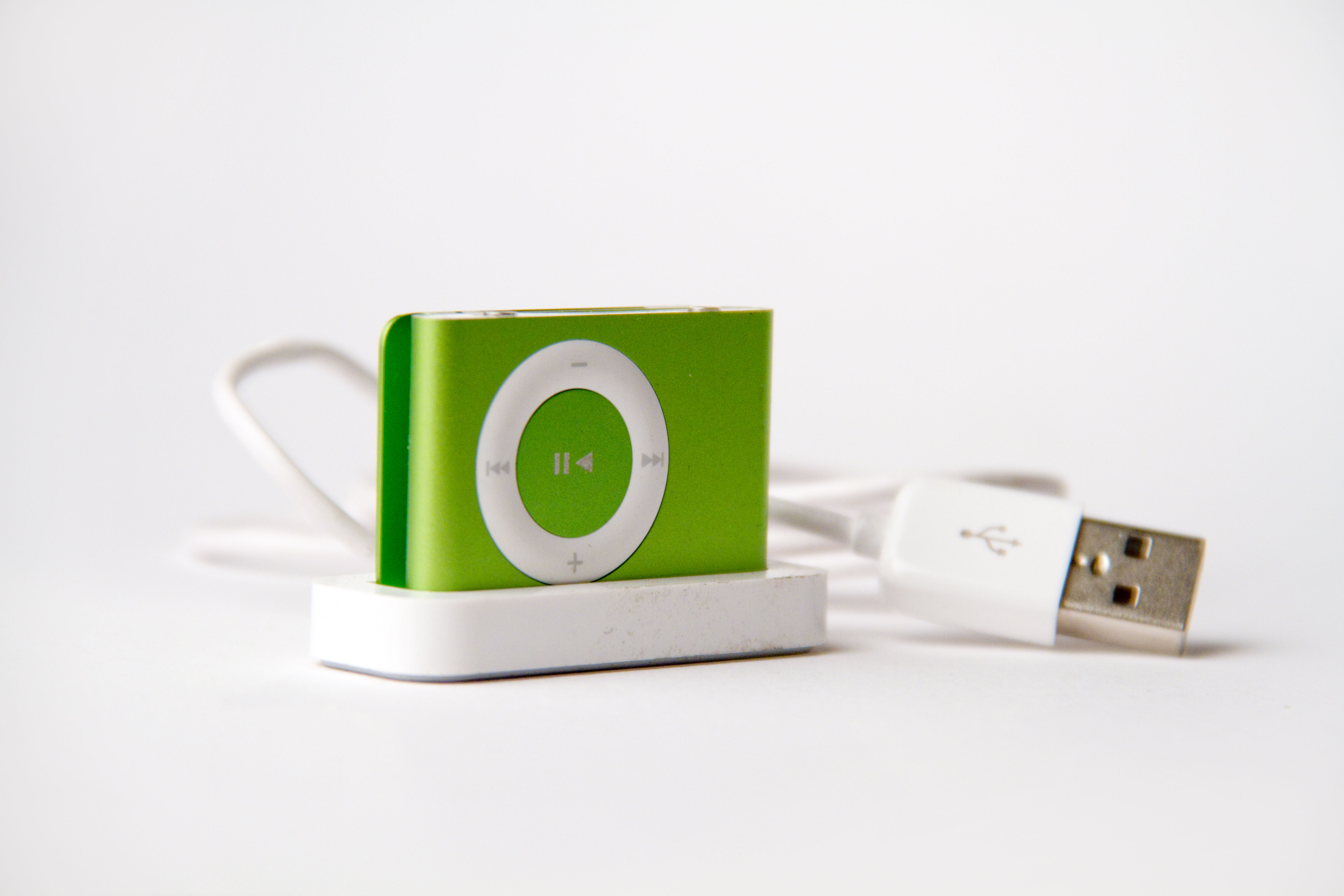
iPod Shuffle verde con accesorios

Debido a su pequeño tamaño (8,38 × 2,49 × 0,84 cm), el sitio Web de Apple declaró que el iPod shuffle era «más pequeño que un paquete de chicles y mucho más divertido», con la nota en el pie de página en su sitio web estadounidense: «no te comas el iPod shuffle». Para el de 21 de enero de 2005, la nota de pie de página había desaparecido del sitio Web estadounidense; sin embargo, permanecía en varios sitios Web internacionales.
En las páginas del Reino Unido e Irlanda aparecía una versión ligeramente distinta: «No masques el iPod shuffle», mientras que otras versiones del sitio, tales como la canadiense, francesa o alemana, no hacían ninguna mención al respecto. Sin embargo, recientemente se han eliminado estos lemas.

## RAID
En febrero de 2005, «Jim» (del blog Wright This Way) publicó su proyecto de RAID para el iPod shuffle. Compró un concentrador USB y conectó cuatro iPod shuffle, obteniendo un total de 3,9Gb de almacenamiento. Su intención era instalar el sistema operativo Mac OS X en el conjunto de los cuatro iPod, pero el instalador no lo permitía. Un mensaje de Jim el 10 de febrero indica que está continuando con el proyecto, en un esfuerzo de aumentar la velocidad del conjunto usando una tarjeta de expansión de USB multipuerto, en lugar de un concentrador.

## «Super Shuffle»
En marzo de 2005 en la feria de CeBIT, la compañía taiwanesa Luxpro lanzó el Super Shuffle, que es muy similar estéticamente al iPod shuffle. Luxpro también presentó anuncios promocionales para evitar que el Super Shuffle fuera mostrado, aumentando la presión legal sobre Luxpro. Desde el acontecimiento de CeBIT varios medios de comunicación han reivindicado que la demostración del Super Shuffle era un truco publicitario diseñado por Luxpro «para hacer que la atención de los medios depositada en Apple se volviera a su favor». Engadget alegó que Luxpro nunca se prepuso fabricar un iPod idéntico, sino que esperaba que la atención dedicada al Super Shuffle y el inevitable desafío legal desde Apple ayudarían a la compañía a vender la circuitería electrónica para los reproductores de música digital. Luxpro ha sustituido desde entonces en su página web una descripción de un nuevo modelo, llamado Super Tangent que es idéntico al Super Shuffle a excepción de algunos cambios estéticos.[cita requerida]

## Publicidad
Una de las formas de promoción más exitosas de toda la familia de iPod han sido los spots publicitarios. Estos anuncios muestran personas en silueta sobre un fondo de color sólido, bailando mientras escuchan música en su iPod blanco. En los anuncios suenan canciones de éxito, como Ride de The Vines, Jerk it Out de Caesars, Vertigo de U2, Feel Good Inc. de Gorillaz, Are You Gonna Be My Girl de Jet, Rock Star (Jason Nevins Mix) de N.E.R.D, Technologic de Daft Punk, y muchos más. Posteriormente se abandonaron los colores planos y se comenzaron a utilizar fondos negros, «explosiones de colores» y nubes de colores.